# Cerová
Cerová (in ungherese Korlátkő) è un comune della Slovacchia facente parte del distretto di Senica, nella regione di Trnava.